# Pim Pernel
Pim Pernel was het pseudoniem van atleet en sportpionier Pim Mulier. Mulier maakte gebruik van dit pseudoniem als columnist van het (inmiddels opgeheven) Haagse dagblad Het Vaderland en als columnist van de HFC-er, het blad van de Koninklijke HFC in Haarlem.
- International Standard Name Identifier: 0000 0003 9216 6421
- Nederlandse Thesaurus van Auteursnamen: 156684756
- Virtual International Authority File: 286201140
- WorldCat: E39PCjDpGTt89Hqtdm6XBJqB4C